# الدوق حاصد الأرواح والخادمة السوداء
الدوق حاصد الأرواح و الخادمة السوداء (باليابانية: 死神坊ちゃんと黒メイド، بالروماجي: Shinigami Bocchan to Kuro Maid) هي سلسلة مانغا يابانية من تأليف كوهارو إينوي، نشرت من قبل شوغاكوكان في مجلة Sunday Webry، منذ 3 أكتوبر 2017. أنتجت إلى مسلسل أنمي تلفزيوني من قبل استوديو جاي سي ستاف، عرض في 4 يوليو عام 2021.

## القصة
تدور أحداث القصة عن دوق تم لعنه من قبل ساحرة عندما كان طفلاً، ليصبح لدى هذا الدوق الشاب القوة تمكنه من قتل كل شيء حي يلمسه. أُجبر الدوق على الابتعاد عن عائلته والعيش في قصر كبير في أعماق الغابة، ويُعامل الدوق كما لو أنه غير موجود ويتجنبه كل أقرانه. ومع ذلك، فهو ليس وحيدًا تمامًا. “رود” و“اليس”، خادمه وخادمته، دائمًا إلى جانبه. تحب “اليس” مضايقته، ومع نمو علاقتهما، يجعل الدوق هدفه التحرر من لعنته المميتة. بالطبع سيحتاج إلى بعض المساعدة، ومن الذي يمكنه مساعدته، غير أصحاب القوى الغير طبيعية.
 فيكتور (باليابانية: ヴィクター، بالروماجي: Vikutā) / الدوق حاصد الأرواح (باليابانية: 坊ちゃん، بالروماجي: Botchan)
أداء صوتي: ناتسوكي هاناي
أليس ليندروت (باليابانية: アリス・レンドロット، بالروماجي: Arisu Rendorotto)
أداء صوتي: أيومي مانو
رود (باليابانية: ロブ، بالروماجي: Robu)
أداء صوتي: هوتشو أوتسوكا
فيولا (باليابانية: ヴィオラ، بالروماجي: Viora)
أداء صوتي: إينوري ميناسي
والتير (باليابانية: ウォルター، بالروماجي: Uorutā)
أداء صوتي: يوما أوتشيدا
كاف (باليابانية: カフ، بالروماجي: Kafu)
أداء صوتي: واكانا كوراموتشي
زين (باليابانية: ザイン، بالروماجي: Zain)
أداء صوتي: هيروشي كاميا
دايلث (باليابانية: ダレス، بالروماجي: Daresu)
أداء صوتي: يوكو هيكاسا
شارون ليندروت (باليابانية: シャロン・レンドロット، بالروماجي: Sharon Rendorotto)
أداء صوتي: كيكوكو إينوي
غيربير (باليابانية: ガーベラ ، بالروماجي: Gābera)
أداء صوتي: ساياكا أوهارا
ساد (باليابانية: シャーデー، بالروماجي: Shādē)
رينغ ماستر (باليابانية: 座長، بالروماجي: Zachō)
أداء صوتي:  (اليابانية)، ماساكي ميزوناكا (العربية)
أميليا (باليابانية: アメリア، بالروماجي: Ameria)
أداء صوتي: يوما أوتشيدا

## وصلات خارجية
- مانغا الدوق حاصد الأرواح و الخادمة السوداء على موقع Sunday Webry باللغة اليابانية
- الموقع الرسمي باللغة اليابانية
- الدوق حاصد الأرواح والخادمة السوداء على موقع ANN manga (الإنجليزية)